# Chaton (animal)

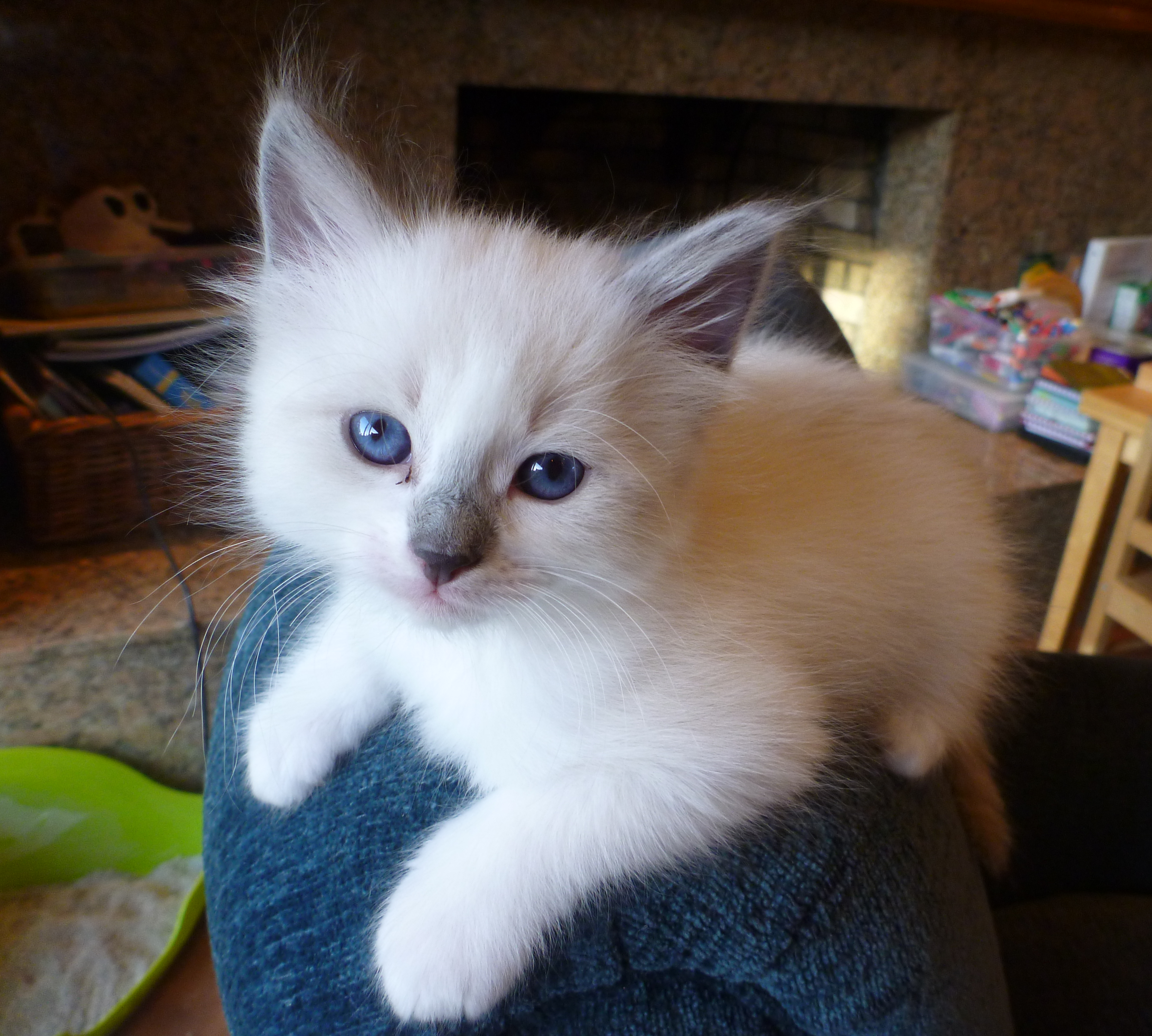
Un chaton Ragdoll

Un chaton est un chat juvénile. Après la naissance, les chatons dépendent totalement de leur mère pour survivre, incapables de se nourrir et se déplacer seuls. Ils n'ouvrent normalement les yeux qu'après sept à dix jours. Après environ deux semaines, les chatons se développent rapidement et commencent à explorer les alentours de leur lieu de naissance. Après trois à quatre semaines supplémentaires, ils commencent à manger des aliments solides et leurs dents définitives entament leur croissance. Les chatons domestiques sont des animaux très sociaux et apprécient généralement la compagnie humaine.

## Développement

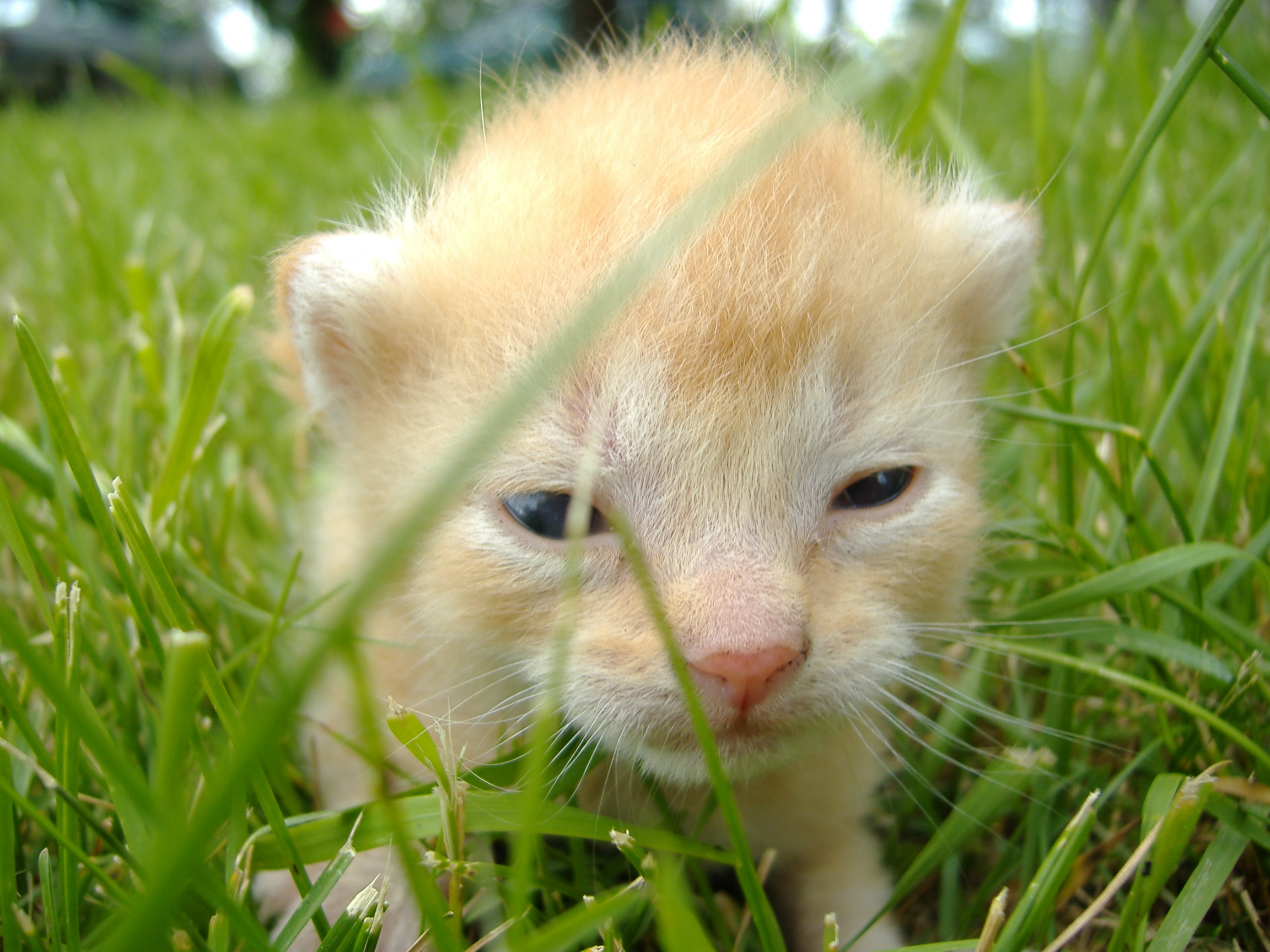
Un chaton ouvrant les yeux pour la première fois

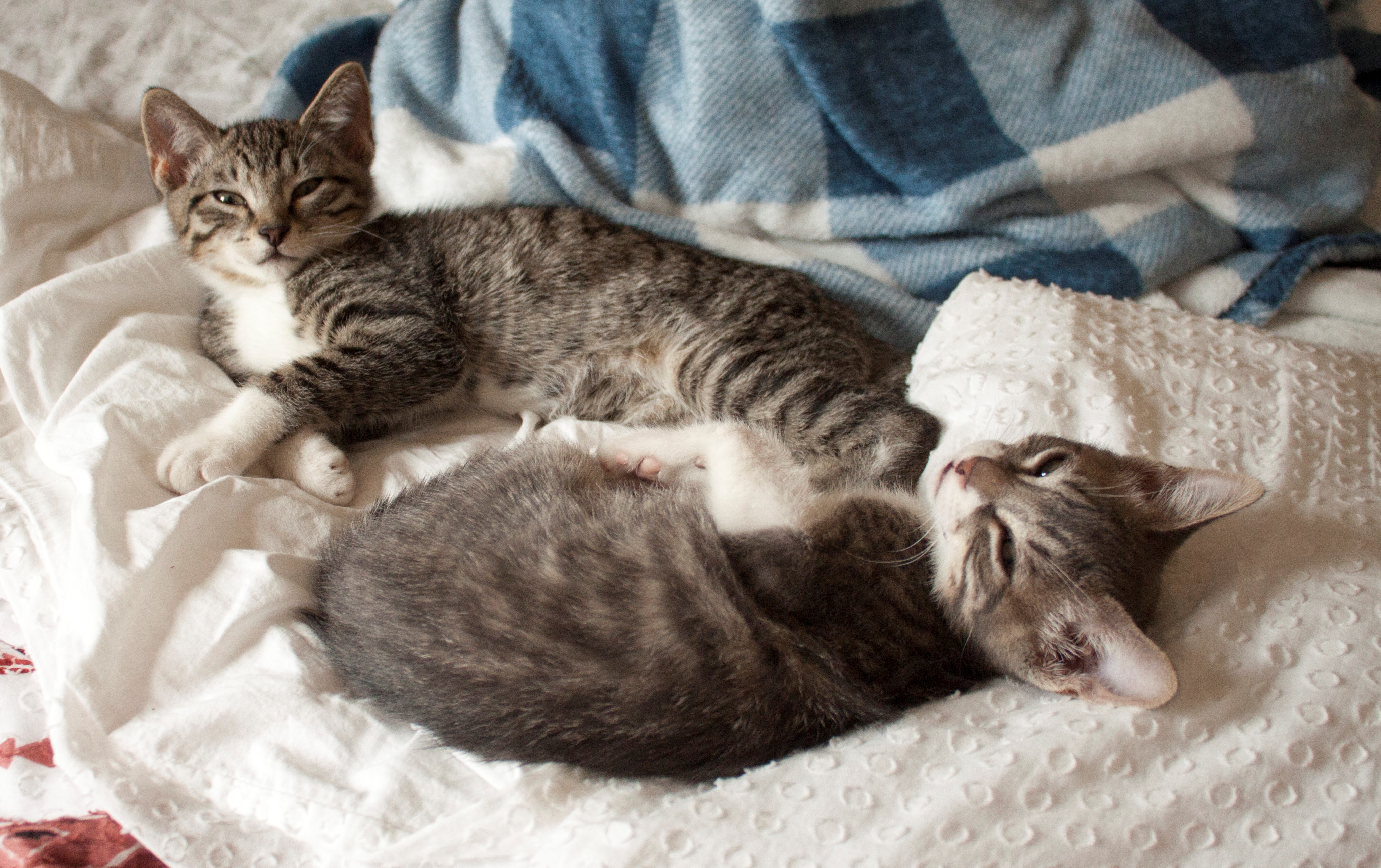
Deux chatons de la même portée à 11 semaines

Bien que le chiffre puisse varier de un à dix, une portée féline est généralement constituée de deux à cinq chatons nés après une gestation de 64 à 67 jours, d'une durée moyenne de 66 jours. Les chatons naissent dans un sac appelé amnios, qui est sectionné puis ingéré par la chatte.
Pendant les premières semaines, les chatons ne peuvent ni uriner ni déféquer sans être stimulés par leur mère. Ils ne peuvent pas non plus réguler leur température corporelle durant les trois premières semaines, donc les chatons exposés à des températures inférieures à 27 °C peuvent mourir d'hypothermie si leur mère ne les garde pas au chaud. Le lait maternel est très important pour la nutrition et la bonne croissance des chatons. Ce lait prodigue des anticorps aux chatons, ce qui les protège des maladies infectieuses. Les nouveau-nés sont incapables de produire de l'urine concentrée et ont donc un besoin très élevé en liquide. Les chatons ouvrent les yeux environ sept à dix jours après la naissance. Au début, la rétine est peu développée et la vision est mauvaise. Ils sont capables de voir aussi bien que les chats adultes lorsqu'ils atteignent l'âge de dix semaines.
Les chatons se développent très rapidement entre leur deuxième semaine et leur septième semaine environ. Leur coordination et leur force s'améliorent. Les chatons jouent à se battre avec leurs frères et sœurs et commencent à explorer le monde en dehors du nid ou de la tanière. Ils apprennent à se laver et à laver les autres et s'adonnent à des jeux de chasse et de traque, en qualité de prédateurs innés. Ces compétences innées sont stimulées et développées par la mère des chatons ou d'autres chats adultes, qui apportent des proies vivantes au nid. Plus tard, les chats adultes font des démonstrations de techniques de chasse que les chatons peuvent imiter. Lorsqu'ils atteignent l'âge de trois à quatre semaines, les chatons sont progressivement sevrés et commencent à manger de la nourriture solide, le sevrage étant généralement terminé en six à huit semaines. Ils commencent généralement à perdre leurs dents de lait vers l'âge de trois mois et atteignent le nombre complet de dents d'adulte à neuf mois. Les chatons consomment principalement de la nourriture solide après le sevrage, mais continuent généralement à téter de temps en temps jusqu'à ce qu'ils soient séparés de leur mère. Certaines chattes dispersent leurs chatons dès l'âge de trois mois, tandis que d'autres continuent de s'occuper d'eux jusqu'à ce qu'ils approchent de la maturité sexuelle.
Le sexe des chatons est généralement facile à déterminer à la naissance. De six à huit semaines, cela est plus difficile à cause de la croissance de leur fourrure dans la région génitale. Le méat urétral du mâle est rond, tandis que celui de la femelle est en forme de fente. Une autre différence importante à relever est la distance entre l'anus et le méat urétral, qui est plus grande chez les mâles que chez les femelles.
Les chatons sont des animaux très sociaux et passent la plupart de leurs heures d'éveil à interagir avec les animaux qui les entourent et à jouer seuls. Le jeu avec d'autres chatons atteint son apogée durant le troisième ou quatrième mois après la naissance, mais ce n'est que plus tard que se développent jeux de chasse et de traque en solitaire, à environ cinq mois.
Les chatons sont vulnérables car ils aiment trouver des endroits sombres pour se cacher, entraînant parfois des conséquences fatales s'ils ne sont pas surveillés attentivement. Les chats ont l'habitude de se réfugier sous ou à l'intérieur des voitures ou au-dessus des pneus par temps orageux ou lors de basses températures. Cela entraîne souvent des fractures, des brûlures, des coups de chaleur, un endommagement des organes internes ou la mort.
Les chatons domestiques sont généralement envoyés dans de nouveaux foyers lorsqu'ils atteignent six à huit semaines, mais il a été suggéré que rester avec leur mère et leurs compagnons de portée de six à douze semaines était important pour leur développement social et comportemental. Habituellement, les éleveurs et les foyers d'accueil / de sauvetage ne vendront ni n'adopteront un chaton de moins de douze semaines. Dans de nombreuses juridictions, il est illégal de donner des chatons de moins de huit semaines. Les chatons atteignent généralement la maturité sexuelle vers l'âge de sept mois. Un chat atteint l'âge adulte au bout d'environ un an.

## Santé
Les chatons domestiques vivant dans des sociétés développées sont généralement vaccinés contre les maladies courantes entre deux et trois mois. La vaccination combinée habituelle protège contre la rhinotrachéite virale féline (coryza du chat), le calicivirus félin et la panleucopénie féline (typhus félin). Cette inoculation de vaccins est habituellement administrée à huit, douze et seize semaines, et une inoculation contre la rage peut être administrée à seize semaines. Les chatons sont généralement stérilisés ou castrés à l'âge de sept mois, mais peuvent être stérilisés dès l'âge de sept semaines (s'ils sont assez grands), en particulier dans les refuges animaliers. Une telle stérilisation précoce ne semble pas avoir de risques à long terme pour la santé des chats et peut même s'avérer bénéfique chez les mâles. Les chatons sont généralement vermifugés contre les vers ronds à partir de quatre semaines.

## Nutrition

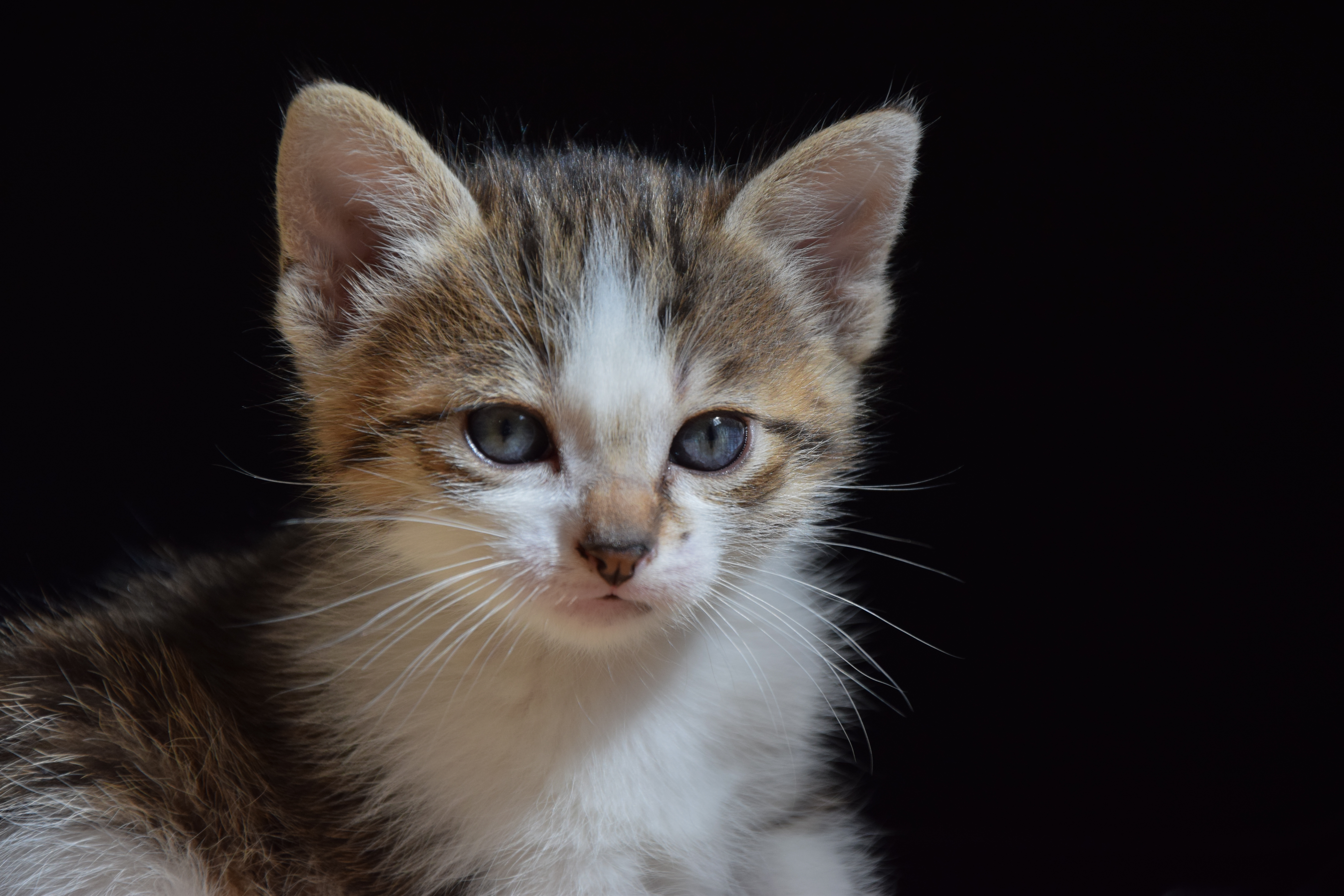
Chaton âgé d'un mois

Les félins sont des carnivores et se sont adaptés aux régimes alimentaires à base d'animaux et à une faible absorption de glucides. Les chatons sont en pleine phase de croissance et ont des besoins énergétiques et protéiques élevés. Lors de l'alimentation d'un chaton, il est souvent recommandé d'utiliser des ingrédients hautement digestibles et divers constituants pour permettre le développement d'un adulte en bonne santé. En Amérique du Nord, les régimes alimentaires certifiés par l'Association of American Feed Control Officials (AAFCO) sont acceptés comme une nutrition adéquate, donc les régimes pour chaton devraient être approuvés par l'AAFCO pour assurer une supplémentation complète. Les constituants clés du régime présentent une teneur élevée en graisses pour répondre aux besoins caloriques de la croissance, une teneur élevée en protéines pour répondre aux besoins du développement musculaire ainsi qu'une supplémentation en certains nutriments tels que l'acide docosahexaénoïque favorisant le développement du cerveau et l'optimisation de la cognition.

### Nutrition avant le sevrage

#### Établir l'immunité

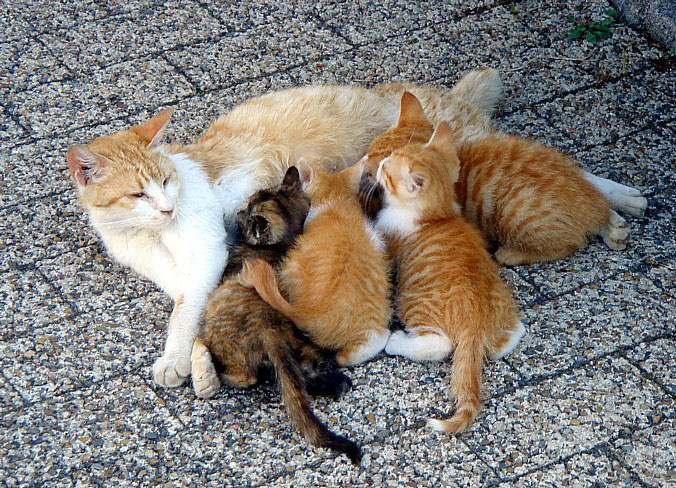
Une portée de chatons tétant leur mère

Une partie du système immunitaire du chaton est le système immunitaire des muqueuses, qui se trouve dans le système gastro-intestinal. Le système immunitaire des muqueuses est en grande partie responsable de la coordination des réponses immunitaires appropriées en tolérant les antigènes inoffensifs et en attaquant les agents pathogènes étrangers. Afin d'optimiser la santé du chaton et d'augmenter ses chances de survie, il est important d'optimiser le lien entre le tissu lymphoïde intestinal et le microbiote de l'appareil digestif. Santé et longévité durables peuvent être obtenues en partie grâce à une nutrition adéquate et à l'établissement d'un intestin sain dès la naissance grâce à l'utilisation du colostrum.
Dans les 2 premiers jours suivant la naissance, les chatons acquièrent un système immunitaire inné grâce au lait de leur mère. Le lait dans les premiers jours de la parturition est appelé colostrum et contient des concentrations élevées d'immunoglobulines (anticorps). Celles-ci comprennent l' immunoglobuline A et l' immunoglobuline G qui traversent la barrière intestinale du nouveau-né. Les immunoglobulines et les facteurs de croissance trouvés dans le colostrum commencent à développer et à renforcer le système immunitaire faible de la progéniture. Les chatons sont capables de mâcher de la nourriture solide environ 5 à 6 semaines après la naissance, et il est recommandé que 30 % de leur alimentation soit constituée d'aliments solides à ce moment. Le chaton consomme le lait maternel jusqu'à l'âge de huit semaines environ, lorsque le sevrage est terminé et qu'un régime alimentaire solide devient sa principale source de nourriture.

### Nutrition après le sevrage

#### Graisse
Jusqu'à environ un an, le chaton connaît une phase de croissance durant laquelle les besoins énergétiques sont extrêmement importants. Les nutritionnistes pour animaux de compagnie suggèrent souvent qu'une nourriture pour chats commerciale conçue spécifiquement pour les chatons devrait être offerte à partir de 4 semaines d'âge. La graisse a une valeur calorique plus élevée que les glucides et les protéines, fournissant 9 kcal/g. Le chaton en croissance a besoin d'acide arachidonique et linoléique qui peut être fourni en acides gras oméga-3 . L'acide docosahexaénoïque (DHA) est un autre nutriment essentiel qui peut être fourni par l'acide gras oméga 3. L'ajout de DHA à l'alimentation favorise le développement cognitif, cérébral et visuel des chatons.

#### Protéine
Les chats sont naturellement carnivores et ont besoin de grandes quantités de protéines dans leur alimentation. Les chatons sont en pleine croissance et ont besoin de grandes quantités de protéines fournissant des acides aminés, essentiels à la croissance des tissus et des muscles. Il est recommandé que les chatons bénéficient d'une alimentation contenant environ 30 % de protéines sur une base de matière sèche pour permettre une bonne croissance.
La taurine est un acide aminé essentiel présent uniquement dans les tissus animaux et ne peut pas être produit en quantité suffisante par le chat. Comme il s'agit d'un acide aminé indispensable, il doit être fourni de manière exogène à travers l'alimentation à hauteur de 10 mg/kg de poids corporel et par jour. Les chatons privés de taurine peuvent être victimes d'une croissance médiocre  et d'une dégénérescence rétinienne.

#### Glucides
Les félins sont des carnivores naturels et ne consomment pas intentionnellement de grandes quantités de glucides. Le foie du chat domestique s'est adapté au manque de glucides dans son alimentation en utilisant des acides aminés pour produire du glucose afin d'alimenter le cerveau et d'autres tissus. Des études ont montré que la digestion des glucides chez les jeunes chatons est beaucoup moins efficace que celle d'un félin mature avec un tractus gastro-intestinal développé. Les glucides hautement digestibles peuvent être trouvés dans la nourriture commerciale pour chaton comme source d'énergie supplémentaire ainsi que source de fibres stimulant les tissus intestinaux immatures. Les fibres solubles telles que la pulpe de betterave sont un ingrédient couramment utilisé comme durcisseur de selles fibreuses et il a été prouvé qu'elles renforcent les muscles intestinaux et épaississent la couche muqueuse intestinale pour prévenir la diarrhée.

### Composition du régime

#### Acides aminés
Le manque de glucose facilement disponible à cause des glucides limités dans le régime alimentaire a entraîné l'adaptation du foie qui produit du glucose à partir des composants de dégradation des protéines-acides aminés. Les enzymes qui dégradent les acides aminés sont constamment actives chez les chats. Ainsi, les chats ont besoin d'une source constante de protéines dans leur alimentation. Les chatons ont besoin d'une quantité accrue de protéines pour fournir des acides aminés facilement disponibles au quotidien et pour produire de la matière organique, car ils sont en constante croissance. Il existe de nombreux acides aminés nécessaires pour les chatons. L'histidine est nécessaire sans dépasser plus de 30 % dans les régimes pour chaton, car la consommation de régimes sans histidine entraîne une perte de poids. Le tryptophane est requis à 0,15 %, car il maximise les performances à ce taux. Les chatons ont également besoin d'un complément des acides aminés suivants dans leur alimentation: l'arginine pour éviter un excès d'ammoniac dans le sang, autrement connu sous le nom d' hyperammoniémie, l'isoleucine, la leucine, la valine, la lysine,la méthionine comme acide aminé soufré, l'asparagine pour une croissance maximale chez le chaton en début de sevrage, la thréonine et la taurine pour prévenir la dégénérescence rétinienne centrale.

#### Vitamines
Vitamines liposolubles
La vitamine A est nécessaire dans l'alimentation des chatons, les chats ne pouvant pas convertir les carotènes en rétinol dans la muqueuse intestinale parce qu'ils n'ont pas l'enzyme nécessaire; cette vitamine doit être ajoutée à l'alimentation,. La vitamine E est une autre vitamine nécessaire dans l'alimentation des chatons; une carence entraîne une stéatite (inflammation des tissus adipeux); la graisse de dépôt devient ferme et prend une couleur jaune-orange, ce qui est douloureux et entraîne la mort. De plus, la vitamine D est une vitamine essentielle car les chats sont incapables de la synthétiser à partir de récepteurs sur la peau.
Vitamines hydrosolubles
Les chats peuvent synthétiser la niacine, mais sa dégradation dépasse la vitesse à laquelle elle peut être synthétisée et, par conséquent, ils en ont un plus grand besoin, qui peut être satisfait par un régime alimentaire à base d'animaux. La pyridoxine (vitamine B 6 ) est nécessaire en quantités accrues car elle permet la production d'acides aminés. La vitamine B 12 est une vitamine recommandée par l'AAFCO qui est essentielle dans le métabolisme des glucides et des protéines et maintient un système nerveux sain, des muqueuses saines, des muscles et un cœur sains et, en général, favorise une croissance et un développement normaux. La choline est également un ingrédient recommandé par l'AAFCO pour les chatons, ce qui est important pour la neurotransmission dans le cerveau et en tant que composant des phospholipides membranaires. La biotine est une autre vitamine recommandée par l'AAFCO pour venir en aide aux glandes thyroïdiennes et surrénales ainsi qu'aux systèmes reproducteur et nerveux. Les chatons ont également besoin de riboflavine (vitamine B 2 ) pour prévenir les maladies cardiovasculaires, d'acide pantothénique (vitamine B 5 ) et d'acide folique.

#### Aides au métabolisme
Puisque que les régimes pour chaton sont très riches en calories, des éléments doivent être introduits pour assurer une digestion et une utilisation adéquates de ces calories. Le chlorure de choline est un ingrédient qui assure le métabolisme des graisses. La biotine et la niacine sont également actives dans le métabolisme des graisses, des glucides et des protéines. La riboflavine est également nécessaire pour la digestion des graisses et des glucides. Ce sont les principales aides au métabolisme incorporées dans l'alimentation des chaton qui garantissent une utilisation maximale des nutriments.

#### Croissance et développement
Une combinaison de nutriments indispensables est nécessaire à la croissance et le développement global du corps du chaton; il existe de nombreux ingrédients dont les chatons n'ont pas besoin, mais qui sont inclus dans la formulation du régime alimentaire pour favoriser une croissance et un développement sains. Ces ingrédients comprennent: l'œuf séché comme source de protéines et d'acides gras de haute qualité, les graines de lin, qui sont riches en acides gras oméga-3 et facilitent la digestion, le carbonate de calcium comme source de calcium et le pantothénate de calcium ( vitamine B5 ) qui agit comme cofacteur dans la conversion des acides aminés et est important pour une peau saine.

#### Boosters d'immunité
Les antioxydants aident au développement d'un système immunitaire sain en inhibant l'oxydation d'autres molécules, qui sont essentielles pour un chaton en croissance. Les antioxydants peuvent provenir d'ingrédients tels que: les carottes, les patates douces, les épinards ainsi que la vitamine E et le supplément de vitamine E et la protéinate de zinc .

## Chatons orphelins

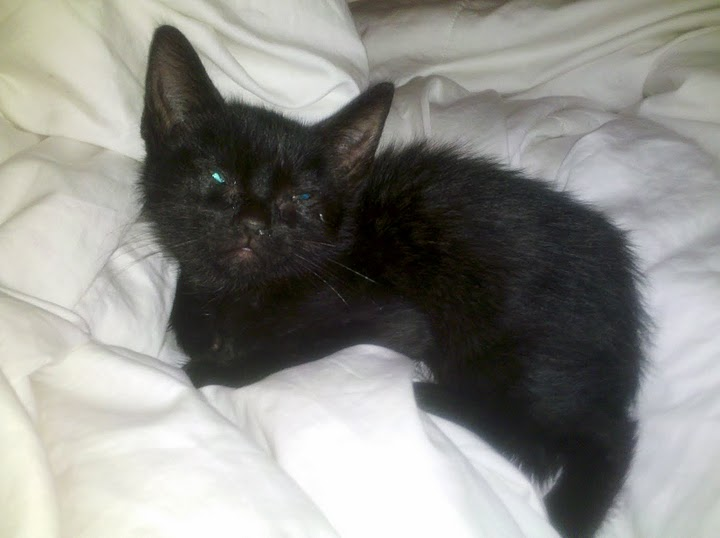
Un jeune chaton noir orphelin à Los Angeles, présentant des signes de malnutrition

Les chatons ont besoin d'une alimentation riche en calories qui contient plus de protéines que l'alimentation des chats adultes. Les jeunes chatons orphelins ont besoin de lait de chat toutes les deux à quatre heures et ils ont besoin d'une stimulation physique pour déféquer et uriner. Le lait de remplacement pour chat est produit pour nourrir les jeunes chatons, car le lait de vache ne fournit pas tous les nutriments nécessaires. Les chatons élevés par l'homme ont tendance à être très affectueux avec les humains à l'âge adulte et parfois plus dépendants d'eux que les chatons élevés par leurs mères, mais ils peuvent aussi montrer des sautes d'humeur volatiles et de l'agressivité. Selon l'âge auquel ils sont devenus orphelins et la durée durant laquelle ils sont restés sans leur mère, ces chatons peuvent avoir un poids extrêmement insuffisant et présenter des problèmes de santé plus tard dans la vie, comme des complications cardiaques. Le système immunitaire affaibli des chatons orphelins (en raison du manque d'anticorps naturellement présents dans le lait maternel) peut les rendre particulièrement sensibles aux infections, rendant les antibiotiques nécessaires.

## Voir également
- Felis
- Patounage
- Chiot

## Sources
- Susanne Bönisch, Natural Healing for Cats, Sterling Publishing Company, 1996, 96 p. (ISBN 978-0-8069-8122-2)
- Margret Casal, Peter Jezyk et Urs Giger, Transfer of Colostral Antibodies From Queens to Their Kittens, American Journal of Veterinary Research, 1996 (PMID 8915447)
- (en) Sharon Crowell-Davis, The Welfare of Cats, vol. 3, Dordrecht, Rochlitz, coll. « Animal Welfare », 2005, 1–22 p. (ISBN 1-4020-3226-9, DOI 10.1007/1-4020-3227-7_1), « Cat Behaviour: Social Organization, Communication and Development »
- Grant Guilford, Nutritional Management of Gastrointestinal Tract Diseases of Dogs and Cats, Journal of Nutrition, 1994 (PMID 7996263)
- (en) Sarah Heath, The Welfare of Cats, vol. 3, Dordrecht, Rochlitz, coll. « Animal Welfare », 2005, 91–118 p. (ISBN 1-4020-3226-9, DOI 10.1007/1-4020-3227-7_4), « Behaviour Problems and Welfare »
- Grace McHattie, That's Cats! : A Compendium of Feline Facts, David & Charles, 1993, 192 p. (ISBN 978-0-7153-0126-5)
- Shawn Messonnier, Natural Health Bible for Dogs & Cats : Your A-Z Guide to Over 200 Conditions, Herbs, Vitamins, and Supplements, Crown/Archetype Publishing, 2010, 512 p. (ISBN 978-0-307-55860-2, lire en ligne)
- Patricia Olson, Margaret Kustritz et Shirley Johnston, Early-age Neutering of Dogs and Cats in the United States, Journal of Reproduction and Fertility Supplement, 2001 (PMID 11787153)
- « Nonhuman Primate Learning: The Importance of Learning from an Evolutionary Perspective », Anthropology & Education Quarterly, vol. 13, no 2,‎ 1982, p. 133–148 (DOI 10.1525/aeq.1982.13.2.05x1830j, JSTOR 3216627)
- Quinton Rogers et James Morris, Essentiality of Amino Acids for the Growing Kitten, Journal of Nutrition, 1979 (PMID 430271)
- « Long-term Risks and Benefits of Early-age Gonadectomy in Cats », Journal of the American Veterinary Medical Association, vol. 224, no 3,‎ 2004, p. 372–379 (PMID 14765796, DOI 10.2460/javma.2004.224.372)
- (en) Kit Sturgess et Karyl Hurley, The Welfare of Cats, vol. 3, Dordrecht, Rochlitz, coll. « Animal Welfare », 2005, 227–257 p. (ISBN 1-4020-3226-9, DOI 10.1007/1-4020-3227-7_9), « Nutrition and Welfare »
- (en) Fiona Sunquist et Mel Sunquist, The Wild Cat Book : Everything You Ever Wanted to Know about Cats, Chicago (Ill.)/London, Chicago University, 2014, 268 p. (ISBN 978-0-226-14576-1, lire en ligne)
- John Tootle et Michael Friedlander, Postnatal Development of the Spatial Contrast Sensitivity of X- and Y-cells in the Kittens Retinogeniculate Pathway, Journal of Neuroscience, 1989 (PMID 2703879)
- Toshihiko Tsutsui et George Stabenfeldt, Biology of Ovarian Cycles, Pregnancy and Pseudo Pregnancy in the Domestic Cat, Journal of Reproduction and Fertility Supplement, 1993 (PMID 8229938)
- Rita Vandivert, Understanding Animals as Pets, Illustrated Publishing, 1975, 160 p. (ISBN 978-0-7232-6118-6, lire en ligne)
- Jerry Walls, Kittens as a New Pet, TFH Publications, 1991, 62 p. (ISBN 978-0-86622-614-1, lire en ligne)
- D.S. Greco, Pediatric Nutrition, Veterinary Clinics of North America: Small Animal Practice, 2014 (ISBN 978-0-323-37185-8)

### En ligne
- « How to Raise Orphaned Kittens », Pet Education (consulté le 7 mars 2011)
- « Kittens Deaths ('Fading Kittens') », International Cat Care (consulté le 28 mars 2015)
- « Kitten », Oxford Dictionary (consulté le 15 septembre 2005)
- « When Does a Kitten Become a Cat? », Santa Maria Times (consulté le 12 octobre 2013)
- « When Do Puppies and Kittens Lose Their Baby Teeth? », Veterinary Medicine (consulté le 1er novembre 2013)